# Bergense Kalksprong

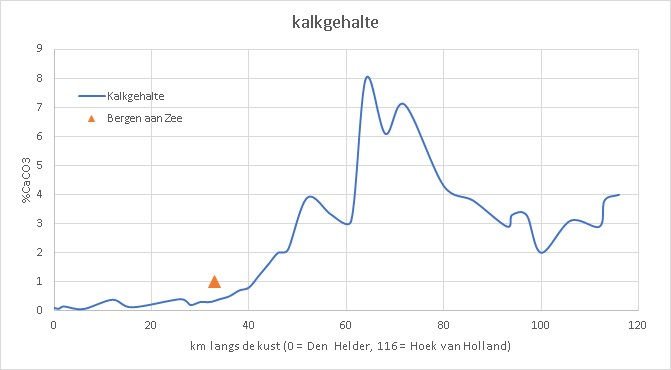
Kalkgehalte langs de Hollandse kust, duidelijk te zien is de kalksprong bij Bergen (km 40)

De Bergense Kalksprong of Kalkgrens is een scherpe scheiding tussen kalkarme duinen ten noorden van Bergen aan Zee en kalkrijke duinen ten zuiden van dit punt. Het verschil is duidelijk te zien in bijgaande grafiek, gebaseerd op data van Eisma en Klijn. Dit verschil in kalkgehalte zorgt voor een ander soort duinvegetatie. Deze scheiding is alleen aanwezig in de jonge duinen. De oude duinen, die in Nederland aanwezig zijn ten zuiden van Alkmaar, en achter de jonge duinen liggen zijn over het algemeen kalkarm; hier is in de loop der eeuwen de kalk door regen uitgespoeld. De oude duinen zijn gevormd in de periode tussen 2800 v. Chr. en het begin van de jaartelling. De jonge duinen zijn gevormd sinds het midden van de middeleeuwen (rond 1200).

## Ontstaan van de Kalksprong
Eisma (1968) heeft uitgebreid onderzoek hiernaar gedaan en vond:
Het verschil in Calciumcarbonaat in strand- en duinzand ten noorden en ten zuiden van Bergen aan Zee heeft een aantal oorzaken, waarvan de geschiedenis van het zand en de condities van zandtransport en zandafzetting in de laatste millennia belangrijk is.
Het zand ten noorden van Bergen is kalkarm omdat:
1. Het bevat nauwelijks omgewoeld marien zand uit de interglaciale Eemperiode (Eemien)
2. Het gebied ten noorden van Bergen aan Zee was land, of een ondiepe getijlagune tot aan de middeleeuwen. Schelpfragmenten gevormd op de zandplaten zijn grover dan fragmenten die in de Noordzee gevormd werden. Het zand ten noorden van Bergen bevat slechts weinig grove schelpdeeltjes, gevormd in de periode dat dit gebied een zandplaat was. Deze werden gesorteerd toen de zandplaten omgewoeld werden en stranden en duinen vormden.
3. Sinds de vroege middeleeuwen is de kust bij Bergen geërodeerd. Dit voorkwam de accumulatie van recent gevormde schelpfragmenten op het strand en in het duinzand. De periode van stabiliteit, of wellicht aanzanding rond 1750 was te kort om te leiden tot een waarneembare accumulaties van schelpfragmenten in het duinzand.
4. De noordelijke zanden zijn meer uitgespoeld dan de zuidelijke zanden.

Ten zuiden van Bergen heeft de kust vanaf het Atlanticum aan de open zee gelegen zodat hier wel schelpfragmenten konden accumuleren gedurende lange tijd. Daarbij komt een toevoer van Rijnzand in de laatste millennia. Deze Rijnzanden hebben een hoog calciumgehalte. Het verschil in calciumgehalte tussen de zuidelijke en noordelijke zanden was dus al aanwezig voor de vroege middeleeuwen toen het zeegat tussen Bakkum en Bergen zich sloot.
Door sommigen wordt het verschil in kalkgehalte gerelateerd aan de huidige zeestromingen. Rijnzanden hebben een hoger kalkgehalte dan bijv. de zanden uit de Noord-Duitse rivieren. In de afgelopen eeuwen is het zandtransport (het golfgedreven transport) langs de Nederlandse kust altijd in noordelijke richting geweest. Ook de residuele getijstroom is noordwaarts. Dus dit noordelijke rivierzand is niet recentelijk naar de waddenkust en de kust van Noord-Holland ten noorden van Bergen gekomen.

## Het effect van het verschil in kalkgehalte
Kalkrijk zand is meestal ook ijzerrijk (ingevolge de oorsprong van het zand). Om de zandkorrels zit een ijzerhuidje dat het zand een gele kleur geeft. Ook humus (verteerd plantaardig en dierlijk materiaal dat in de bodem terecht komt) heeft invloed op het kalkgehalte van de bodem. Bij de vorming van humus komen namelijk zogenaamde humuszuren vrij. Die zuren doen kalk sneller oplossen en 'uitspoelen'. Zure regen heeft hetzelfde effect op het kalkgehalte in het duin. Wanneer er te veel kalk uitspoelt (o.a. door de zure regen), dan verdwijnen de verschillen in kalkgehalte in het duingebied en daarmee ook een deel van de variatie in plantengroei.